# Slammiversary XII
Slamiversary XII — профессиональное реслинг ППВ-шоу, проводимое федерацией TNA. Шоу прошло 15 июня 2014 года в College Park Center в Арлингтон, Техас.

## Создание
Slammiversary является крупнейшим pay-per-view-шоу промоушена TNA, в котором рестлеры участвуют в различных состязаниях и сюжетных линиях. Рестлеры представляют собой «злодеев» или «героев» на ринге. Фьюды проходят таким путём, что сначала, на рядовых эпизодах, обстановка накаляется, а уже на самих праздниках рестлинга тот или иной фьюд, как правило, подходит к своему логическому завершению.
О месте проведения Slammiversary XII стало известно 29 апреля 2014 года. Им стал College Park Center, который находится в Арлингтон, штат Техас. Ранее на этой арене проходило шоу PPV TNA Slammiversary X.
3 мая стал известен постер к шоу. На нём изображён Чемпион мира в тяжёлом весе Эрик Янг.

## Предыстория
После победы Эрика Янга над Магнусом на Sacrifice (2014), Эрик Янг объявил что он будет защищать титул Чемпиона мира в тяжёлом весе каждый выпуск Impact Wrestling. На следующем выпуске Impact Wrestling от 1 мая первым претендентом стал Бобби Руд, но Эрик Янг смог отстоять титул. На следующем выпуске Бобби Руд вновь захотел матч-реванш и уже договорился с Эриком Янгом, но затем Президент Компании TNA Монтел Вонтевиус Портер отменил этот матч, объяснив это тем что Бобби проиграл на прошлой неделе. В конце этого шоу МВП объявил себя первым претендентом на титул, после чего атаковал Эрика Янга совершив хилл-тёрн. На следующем выпуске Impact Wrestling Эрик Янг защищал свой титул от МВП. В конце поединка Эрика Янга атаковали Кенни Кинг и Бобби Лэшли. 22 мая на Impact Wrestling МВП, Кенни Кинг и Бобби Лэшли избили Эрика Янга и Остина Эриеса. В конце шоу Эрик Янг бился против Бобби Лэшли и проиграл. 30 мая на Impact Wrestling был назначен поединок Эрик Янг против Булли Рея со специальным судьёй Итаном Картером, и специальными наблюдателями МВП и Бобби Лэшли. Последние постоянно вмешивались в матч. И после того как Булли вырубил Итана Картера, началась потасовка между Янгом и Реем против МВП, Бобби Лэшли и Кенни Кинга, на помощь первым выбежал Самоа Джо. 5 июня на выпуске Impact Wrestling прошёл матч 4 на 4 до первой крови, МВП,Кенни Кинг, Бобби Лэшли и Итан Картер против Эрика Янга, Самоа Джо, Остина Эриеса и Булли Рэя, в котором Булли благодаря своей цепи смог разбить голову Картеру. 12 июня на выпуске Impact Wrestling Эрик Янг был поставлен в серию поединков против Бобби Лэшли, Кенни Кинга и МВП. В поединке Лэшли против Янга, Бобби смог победить, после поединка он хотел атаковать Эрика Янга титулом, но тому на помощь выбежал Самоа Джо. В следующем поединке Эрик победил Кенни Кинга. В следующем поединке Эрик вновь победил по дисквалификации МВП, и затем МВП объявил что на Slammiversary будут специальные условия в их поединке. Но затем Эрик Янг сказал что их поединок будет в стальной клетке.
После победы Анджелины Лав над Мэдисон Рейн на Sacrifice (2014), The Beautiful People на следующем выпуске Impact Wrestling начали праздновать победу, но их прервала Гейл Ким атаковав обеих, и ей на помощь выбежали Британни и Мэдисон Рейн. 15 мая на выпуске Impact Wrestling Гейл Ким победила Вельвет Скай, и после поединка The Beautiful People атаковали Гейл. 22 мая на Impact Wrestling Анджелина Лав билась против Бриттани, после поединка Гейл Ким атаковала Анджелину и Вельвет. На выпуске Impact Wrestling от 12 июня Гейл Ким победила Британи и Мэдисон Рейн в поединке за первое претендентство.
На выпуске Impact Wrestling от 1 мая МВП назначил поединки на первое претендентство за титул Чемпиона мира в тяжёлом весе. В первом поединке сошлись Мистер Андерсон и Ганнер и после вмешательства Джеймса Шторма, Ганнер смог победить. В конце этого шоу Андерсон атаковал Шторма. 15 мая на выпуске Impact Wrestling Джеймс Шторм смог победить Мистера Андерсона, после того как плеснул пивом в лицо Андерсону. На следующем выпуске Impact Wrestling были показаны сегменты где Андресон и Шторм выпивают пиво в пабе, в конце концов Андерсон обманул Шторма, тем, что пил на самом деле не пиво, он атаковал Джеймса Шторма. 5 июня на Impact Wrestling Мистер Андерсон стал пародировать Джеймса Шторма, после чего Шторм атаковал Андерсона, и заявил что у них будет матч на Slammiversary.
После событий на PPV Lockdown (2014) Булли Рей начал фьюд с Дикси Картер. После того как Дикси Картер подставила Булли Рей на Sacrifice (2014), бросив того в стол. На выпуске Impact Wrestling от 1 мая Булли Рей попытался пробить Дикси Картер стол, но того остановил МВП, после чего МВП отстранил Булли от выступлений, но заявил что если что-то произойдёт с Дикси не в Impact Zone, он за это отвечать не будет. 8 мая на выпуске Impact Wrestling было показано что Булли смог пробраться в компанию TNA но не смог найти там Дикси Картер. На следующем выпуске Impact Wrestling Булли Рей смог пробраться в дом Дикси Картер, но там его со спины атаковал Итан Картер III. 22 мая на Impact Wrestling Итан Картер проломил Булли Реем стол. После чего был анонсирован матч на Slammiversary XII. На следующем выпуске Impact Wrestling Булли Рей пообещал что он разобьёт об столы МВП, Дикси, Спада, Итана Картера, Кенни Кинга и Лэшли. После чего Булли был атакован ими. но ему на помощь выбежали «Волки», Эрик Янг и Остин Эриес. фейсы выкинули хиллов с ринга. На этом же выпуске Impact Wrestling был назначен поединок Эрик Янг против Булли Рея со специальным судьёй Итаном Картером, и специальными наблюдателями МВП и Бобби Лэшли. Последние постоянно вмешивались в матч. И после того как Булли вырубил Итана Картера, началась потасовка между Янгом и Реем против МВП, Бобби Лэшли и Кенни Кинга, на помощь первым выбежал Самоа Джо. 5 июня на выпуске Impact Wrestling прошёл матч 4 на 4 до первой крови, МВП, Кенни Кинг, Бобби Лэшли и Итан Картер против Эрика Янга, Самоа Джо, Остина Эриеса и Булли Рэя, в котором Булли благодаря своей цепи смог розбить голову Картеру. На следующем выпуске Impact Wrestling Итан Картер и Рокстар Спад, пригласили к себе в передачу Брук(бывшую девушку Булли), и стали ей задавать провокационные вопросы про Булли, и когда Брук не сдержалась и стала кричать на Рокстара Спада, Итан Картер III пригрозил ей. Затем вышел Булли и стал извиняться перед Брук, Картер вмешался в это и заявил что у них будет матч по правилам Техасский матч смерти.
1 мая на выпуске Impact Wrestling Абисс атаковал Магнуса. но тот смог сбежать. Также на этом выпуске дебютировал рестлер Брэм, в закулисном сегменте с Магнусом где предложил свою помощь. На следующем выпуске Impact Wrestling Магнус бился против Уиллоу и проиграл по дисквалификации после вмешательства Брэма. 15 мая на Impact Wrestling Уиллоу победил в гандикап матче Магнуса и Брэма. 22 мая на выпуске Impact Wrestling Уиллоу победил Магнуса в поединке с удержаниями где угодно. 5 июня на выпуске Impact Wrestling Уиллоу победил по дисквалификации Брэма, после того как Магнус атаковал его железным крюком. 12 июня на выпуске Impact Wrestling Магнус заявил что на Slammiversary в его углу будет стоять Брэм, затем вышел Уиллоу и заявил что в его углу будет монстр Аббис.
29 мая через официальный твиттер TNA сообщил что на PPV Slammiversary XII официально выступит команда Маршала и Росса Вон Эриха.
11 июня на сайте TNA Impact было объявлено что на PPV Slammiversary XII Санада будет защищать титул Х Дивизиона в поединке с лестницами против Маника, Тигре Уно, Креззи Стива, Эдди Эдвардса и Дэйви Ричардса.

## Шоу

### Предварительные поединки
Первым матчем на шоу стало сражение шести человек с лестницами за пояс чемпиона Х-дивизиона. В поединке принимали участие Дэйви Ричардс, Маркелов Давид, Тигре Уно, Мэник, Безумный Стив и нынешний обладатель пояса Сеия Санада. Матч ожидался с большим нетерпением многими фанатами рестлинга, и он не обманул их ожидания. С первых секунд темп боя был просто великолепен. Спортсмены применяли невероятно опасные приёмы, которые с должным воодушевлением воспринимала публика. Особенно на первых минутах старался Тигре Уно, порыв которого, впрочем, скоро сбили «волки» суплексом на лежащую на углу ринга лестницу. Позднее инициатива перешла к Безумному Стиву, но и его очень скоро своим мунсолтом в лестницу прихлопнул Санада. Невероятную бомбу на лестницу со стоящей лестницы от Мэника пришлось испытать на себе Дэйви Ричардсу. После такого обычно не встают, но Дэйви даже не пришлось упасть, так как его голова намертво застряла стальной конструкции. Победителем же из этого прекрасного сражения вышел Санада. В самой концовке он воспользовался травмами противников и быстро сориентировавшись, сохранил при себе чемпионский пояс.
Вторым боем вечера на PPV TNA Slammiversary XII стал квалификационный поединок за право попасть в мэйн-ивент и побороться за пояс чемпиона мира в тяжёлом весе. Лицом к лицу на ринге встретились два тяжеловеса: Самоа Джо и Бобби Лэшли. С первых минут инициативой завладел Джо. Самоанец начал гонять бывшего ММА-шника из угла в угол, методично урабатывал его, пока не нарвался на сокрушительный клоузлайн. Впрочем, очень скоро преимущество вернулось к Джо, который уже готовился добить Лэшли, но Бобби вовремя свалил с ринга. Некоторое время Лэшли чувствовал себя в безопасности, пока не нарвался на мощнейший суисайд-дайв. Во второй части боя уже Лэшли прилично помучил Джо, запустив его в стальные ступеньки и затем основательно поработав над позвоночником и лицом оппонента, но попытки удержания успехом не заканчивались. В конце боя Джо практически запер Лэшли в болевой, но опытный ММА-шник отскочил к канатам, затем заблокировал попытку масл-бастера и воспользовавшись моментом влетел в самоанца гарпуном, после которого встать было невозможно.
Третьим боем вечера на шоу Slammiversary XII стало сражение принципиальных соперников по Impact Wrestling: Магнуса и Уиллоу. Отметим, что публика встретила альтер эго Джеффа Харди с очень большим воодушевлением. Кроме того, нельзя не сказать, что если Магнус выходил к рингу вместе со своим другом Брэмом, то к Уиллоу вскоре в качестве моральной поддержки присоединился Абисс. Как и ожидалось, сражение получилось достаточно жёстким с обоюдными шансами на успех. Чуть интереснее смотрелся Магнус, в исполнении которого даже самые ординарные приёмы в этот вечер выглядели особенно жёстко. Чего стоят хоты бы удары головой в живот, которыми Магнус встречал Уиллоу после запуска в канаты. Но Уиллоу не был бы Джеффом Харди, если б прекратил сопротивляться. В своей новой золотистой маске в середине боя он был на волоске от поражения, но сумел выбраться из слиппера, после чего завладел инициативой. Последовала серия коронных приёмов Джеффа и промах фирменной бомбой лебедя. Тем временем, за пределами ринга начали метелить друг друга Абисс и Брэм, после того как последний попытался вмешаться в бой. Магнус стал помогать соратнику, но пропустил момент, когда Уиллоу забрался на угол ринга и совершил немыслимый прыжок за ринг спиной вперёд. В концовке боя Магнус немыслимым образом сумел вырваться после двух подряд зигзагов судьбы, затем заблокировал шёпот ветра и завершил бой в свою пользу фирменным броском.
Четвёртым боем вечера на PPV TNA Slammiversary XII стал квалификационный поединок за право попасть в мэйн-ивент и побороться за пояс чемпиона мира в тяжёлом весе. Лицом к лицу на ринге встретились два х-дивизионщика: Кенни Кинг и Остин Эриес. В начале боя соперники показали как сильно «уважают» друг друга. Кенни Кинг отвесил Эриесу пощёчину, а Остин, в свою очередь, сразу попытался провести свой финишер брэйнбастер, но безуспешно. Большая часть боя на первых минутах проходила за пределами ринга. Соперники даже умудрились влететь в не слишком надёжно закреплённое ограждение вокруг ринга, но никто из фанатов, к счастью, не пострадал. На ринге Кинг смотрелся очень прилично. Пожалуй, впервые за всё время в TNA он проводил действительно классный поединок. Дело даже не в том, что он владел инициативой, а, скорее, в том, как качественно исполнял он основные приёмы и то, с какой амплитудой он это делал. Вскоре благодаря эффектному суисайд-дайву Эриес перехватил инициативу и начал мучить соперника. Чего стоят хотя бы бесчисленные удары головой Кинга о соседние тёрнбаклы или сокрушительные чопы, обрушившиеся на грудь Кинга через пару минут. И всё же Эриес оказался сильнее. В концовке он заблокировал попытку смертоубийственного броска Кенни на ринг, и сам в свою очередь провёл вариацию брэйнбастера с третьей каната. Люди после такого не поднимаются. Таким образом, Эриес проложил себе дорогу в мэйн-ивент.
Пятым боем вечера на PPV TNA Slammiversary XII стал дебют на национальном телевидении братцев из легендарной техасской семьи Вон Эрих, которыми предстояло в командном матче сразиться с участниками группировки «Броуменс» Зимой Айоном и Джесси. Бой получился весьма занимательным, хотя и высококлассным действо, которое мы увидели назвать было трудно. Добавило колорита всему происходящему то, что Маршалл Вон Эрих в честь памяти о своём дедушке вышел на ринг босым, как и делал первый рестлер в их династии. Нельзя не отметить, что по ходу самого поединка братья заметно прибавляли в концовке уже выглядели на ринге весьма легитимно, проводя красивые командные приёмы на несчастных Зиме и Джесси. Завершилось же всё в тот момент, когда отчаявшись Джесси решил воспользоваться стулом. «Броуменс» одарили дисквалификацией, на ринг выскочил отец братьев Вон Эрих и добавил соперникам своих деток на орехи по полной программе.
Шестым боем вечера на PPV TNA Slammiversary XII стало сражение за пояс чемпионки нокаутш, в котором принимала участие первая претендентка Гэйл Ким и действующая чемпионка Анжелина Лав, появившаяся на ринге в сопровождении своей подруге по команде The Beautiful People Вельвет Скай. С первых минут Гэйл завладела инициативой. Было видно, что спортсменка прекрасно подготовилась к своей сопернице, и ей было чем удивить её. Но Анжелина вряд ли бы была чемпионкой, если б не сумела вскоре перехватить инициативой, прервав попытку харикенраны. Вскоре в бой включилась Вельвет, которая прямо на глазах рефери ослепила Ким из баллончика, но судья проигнорировал случившееся. Зато за Вельвет пришёл старший судья Эрл Хебнер, который выставил её за пределы арены и принялся судить матч вместо дискредитировавшего себя Стифлера. На ринге тем временем Гэйл перехватила инициативу. Анжелина, оставшись без поддержки подруги заметно нервничала. Не помогали ей и маленькие хитрости: Хебнер в этот вечер был исключительно внимателен. Но у Анжелины нашёлся запасной вариант: она ненароком подставила старика под один из ударов Ким, после чего ситуацию на ринге уже никто не контролировал. Всё разрешилось само собой. Стифлер вернулся на ринг, когда Анжелина производила попытку удержания и крайне быстро отсчитал до трёх, сохранив пояс у участницы «The Beautiful People».
Седьмым боем на PPV TNA Slammiversary XII стал один из самых ожидаемых поединков вечера: техасский смертельный матч между Итаном Картером и Булли Рэем, которого часом ранее на шоу вместе с Девоном ввёл в Зал Славы TNA Курт Энгл. Матч начался без раскачки. Булли Рэй с первых минут завладел инициативой. Активно пользуясь принесённой с собой верёвкой он валял Картера из угла в угол, затем стянул защитные маты с пространства возле ринга и принялся расставлять там столы. Процедура длилась слишком долго, Картер сообразил, что пришло время вмешаться и остановил подготовку к застолью. Вскоре Итан нашёл под рингом стул и принялся динамично охаживать им по спине Рэя. Опытнейший хардкорщик терпел как мог и скоро встретил попытку очередного удара Картер роскошным биг бутом. Было заметно, что Картеру очень сильно не хватает опыта в подобного рода боях. Рэй же ощущал себя словно рыба в воде. Попалась ему под руку и тёрка, об использовании которой хулиган заявлял в интервью перед шоу. Ударил же он ей прямо в грудь Картеру, а когда собирался зарядить по голове, то отхватил удар по яйцам. Пара минут доминирования Картера и вот уже он летит с третьего каната точно на стулья лежащие на ринге после суплекса от Рэя. Булли скрывается под рингом и достаёт оттуда урну с эмблемой «Даллас Ковбойз», затем нож и принимается резать ринг, снимая с него защитные маты. Готовясь провести Картеру пайлдрайвер Рэй ощущает удар по своей спине от Рокстара Спада. Разобраться с мелким британцем заняло у Рэя около двадцати секунд, но за это время Картер пришёл в себя и провёл Рэю подсечку на незащищённый ринг, но хулиган сумел подняться. Картер в свою очередь рассыпает на ринге битое стекло, но совершает роковую ошибку при прыжке с угла ринга, нарываясь на те самые стёкла. Новоиспечённый член зала славы берёт синай и разбивает его о голову Итана. Затем он аккуратно укладывает его на столы возле ринга и готовиться уничтожить несчастного, но добрая тётушка Дикси выскакивает на помощь своему родственнику. Убегая от Рэя Дикси сталкивается с Итаном и теряет сознание. Вскоре к ней присоединяется и Итан после нокаутирующего удара Рэя. Булли Рэй укладывает Дикси на столы и готовится выполнить обещанное давно, но сзади подкрадывается Картер, вырубающий синаем Рэя. Тот падает прямо на столы, с которых Рокстар Спад в последнюю секунду убирает Дикси. Судья производит отсчёт до десяти, а Итан Картер торжествующе принимает поздравления.
Восьмым боем вечера на PPV Slammiversary XII стало противостояние двух принципиальных соперников Джеймса Шторма и Мистера Андерсона, между которыми за последний месяц произошло очень много размолвок как на ринге, так и за его пределами. В своей приветственной речи на ринге Шторм опустил всю аудиторию в зале, включая пришедших на шоу футболистов, облил шлем «Даллас Ковбойз» пивасом и признался в своей любви к другой команде NFL «Теннесси Тайтанс». Схватка началась за пределами ринга прямо на глазах футболистов, с которыми «душа компании» Андерсон быстро скорешился. Шторм сразу пришёл в себя и не стал чураться грязноватых приёмов для перехвата инициативы. Пара ударов по ноге, захват четвёрка и вот уже Андерсон с трудом передвигается по рингу, заставляя фанатов активнее поддерживать его. Но даже несмотря на это Кен умудряется периодически уворачиваться от приёмов Шторма и отвечать ему не менее эффектно. В концовке боя Шторм одарил соперника суперкиком, но тот, как на зло вылетел за пределы ринга: отличный повод снова провоцировать пришедших на шоу футболистов. Но в этот раз осмелевший Шторм обливает пивом изо рта лидера «Кобвойз» Джорджа Селви, тот бросается к арене, сметая всё на своём пути, но охрана сдерживает темнокожего здоровяка. И всё же Селви сыграл важную роль в бою. Он прорвался к рингу, выхватил из рук Шторма бутылку, которую он хотел использовать, а подоспевший Андерсон произвёл победное удержание к радости публике и прорвавшихся на ринг бесноватых футболистов.

### Главный поединок
Девятым и заключительным боем вечера на PPV TNA Slammiversary XII был трёхсторонний поединок в стальной клетке за пояс чемпиона мира в тяжёлом весе. Важным уточнением является то обстоятельство, что победитель боя мог определиться только болевым или удержанием: побег из клетки в сегодняшнем матче не помог бы. По умолчанию небольшое преимущество было у Эрика Янга, ведь его оппоненты чуть более чем за час до данного сражения уже провели не самые простые поединки, но Эрику ещё нужно было реализовать данный небольшой бонус. На первых минутах инициативу к рукам прибрал Бобби Лэшли. Здоровяк раскидал соперников по разным углам ринга, и держал инициативу пока Эриес и Янг не решились, наконец, работать в команде. Но даже это не всегда помогало против такого монстра. Пара минут лечебного отдыха и вот уже Лэшли вновь уничтожает средневесов, разбрасывая их по разным краям клетки. Запомнился момент, когда Эрик Янг поднял на свои плечи одновременно двух своих соперников и произвёл эпичный бросок, но удержать после этого никого из них ему не удалось. Вскоре невероятную суперхарикенрану с третьего каната на Лэшли провёл Эриес, а оказавшийся на вершине клетки Янг смертельным грузом в виде падающего локтя прилетел на бездыханное тело Лэшли, но удержать его не удалось. В концовке боя Лэшли проводил гарпун Янгу, но Эрик чудом увернулся, а здоровяк, пробив дверь клетки, вылетел за её пределы. Внутри стальной конструкции остались два серьёзно уставших средневеса, которые из последних сил старались определить победителя. Удача же улыбнулась Янгу. В нужный момент он подкараулил оплошность Эриеса и провёл ему прекрасный пайлдрайвер, после которого Остин так и не смог оправиться. Эрик Янг сохранил пояс чемпиона мира в тяжёлом весе.

## Поединки
| №                                | Результат | Условия                                                                           | Время |
| -------------------------------- | --- | --------------------------------------------------------------------------------- | ----- |
| 1                                | Санада(с) победил Маника, Тигре Уно, Креззи Стива, Эдди Эдвардса и Дэйви Ричардса                                   | Шести-стороний поединок с лестницами за титул Чемпиона Х Дивизиона                | 9:41  |
| 2                                | Бобби Лэшли победил Самоа Джо                                                                                       | Одиночный поединок Победитель получает матч за титул Чемпиона мира в тяжёлом весе | 8:54  |
| 3                                | Магнус (с Брэмом) победил Уиллоу (с Аббисом)                                                                        | Одиночный поединок                                                                | 10:01 |
| 4                                | Остин Эриес победил Кенни Кинга                                                                                     | Одиночный поединок Победитель получает матч за титул Чемпиона мира в тяжёлом весе | 10:01 |
| 5                                | Вон Эрих 3G (Маршалл и Розз) (с Кевином Вон Эрихом) победили The BroMans (Джесси Годдерз и DJ Z) по дисквалификации | Командный поединок                                                                | 5:13  |
| 6                                | Анджелина Лав(с) (с Вельвет Скай) победила Гейл Ким                                                                 | Одиночный поединок за титул Чемпионки нокаутш TNA                                 | 6:43  |
| 7                                | Итан Картер III (с Дикси Картер и Рокстаром Спадом) победил Булли Рея                                               | Одиночный поединок по правилам Техаский матч смерти                               | 17:12 |
| 8                                | Мистер Андерсон победил Джеймса Шторма                                                                              | Одиночный поединок                                                                | 5:30  |
| 9                                | Эрик Янг (с) победил Бобби Лэшли и Остина Эриеса                                                                    | Трёхсторонний поединок в стальной клетке за титул Чемпиона мира в тяжёлом весе    | 12:11 |
| (c) – чемпион на момент поединка | |                                                                                   |       |

## Оценки
Известный рестлинг-критик Дэйв Мельтцер выставил этому шоу такие оценки:
- Санада против Маника, Тигре Уно, Креззи Стива, Эдди Эдвардса и Дэйви Ричардса — 3,75
- Бобби Лэшли против Самоа Джо — 3,00
- Магнус против Уиллоу — 2,50
- Остин Эриес против Кенни Кинга — 3,25
- Вон Эрих 3G против The BroMans — 1,50
- Анджелина Лав против Гейл Ким — 1,00
- Итан Картер III против Булли Рея — 3,25
- Мистер Андерсон против Джеймса Шторма — 1,50
- Эрик Янг против Бобби Лэшли и Остина Эриеса — 3,50
  - Средний рейтинг шоу составил приблизительно 2,58 балла

## После шоу
19 июня на выпуске Impact Wrestling Эрик Янг защищал свой титул от Кенни Кинга, и смог победить сворачиванием. После чего МВП уволил судью того поединка Эрла Хебнера. Позже был назначен матч Лэшли против Янга. В мейн-эвенте шоу Бобби Лэшли победил Эрика Янга и стал новым Чемпионом мира в тяжёлом весе. После поединка Кенни Кинг, Бобби Лэшли и МВП стали избивать Эрика Янга, но тут неожиданно вернулся Бобби Руд, и разогнал хиллов с ринга. 3 июля Курт Энгл объявил матч реванш между Эриком Янгом и Бобби Лэшли, в котором победил Бобби. 10 июля генеральный менеджер Курт Энгл объявил про battle royal за первое претендентство в котором победил Джефф Харди. На записях Impact Wrestling начиная с 17 июля был вновь использован 6 сторонний ринг. Так же 17 июля Бобби Лэшли отстоял титул от Джеффа Харди. На записях специального выпуска Impact Wrestling: Destination X Бобби Лэшли отстоял свой титул от Остина Эриеса.
26 июня на выпуске Impact Wrestling MVP, Кенни Кинг и Бобби Лешли празднуют чемпионство Бобби. Эрик Янг и Бобби Руд прерывают их праздник. MVP хотел уволить обоих, но вышел представитель совета директоров и заявил о том, что MVP больше не может выполнять свои руководящие функции и MVP лишён власти. На это же выпуске Дикси Картер вышла отпраздновать своё возвращение в роли главного руководителя компании, но юрист сообщил ей о том, что она не главная. Итан Картер III захотел узнать имя нового руководителя, но его прервал Булли Рей и попытался бросить его на стол, ЕС3 и Спад предотвратили это. В конце шоу было объявлено Курта Энгла новым директором компании. Команда MVP вышла угрожать Курту, но Эрик Янг и Бобби Руд выбежали на помощь Энглу и завязалась драка. 3 июля Бобби Руд победил Кенни Кинга в уличной драке. 17 июля на выпуске Impact Wrestling Бобби Руд и Эрик Янг победили по дисквалификации MVP и Кенни Кинга.
Так же 19 июня в TNA вернулась Тэррин Тэррэлл, и поучаствовала в сегменте с Гейл Ким но их прервали Анджелина Лав и Вельвет Скай. The Beautiful People атаковали Тэрин и Гейл. Но те смогли отбиться. На следующем выпуске Impact Wrestling Гейл Ким и Тэрин Тэррэлл победили The Beautiful People. 3 июля на выпуске Impact Wrestling Гейл Ким победила Анджелину Лав и стала новой чемпионкой нокаутш TNA. 10 июля Гейл Ким одолела Анджелину Лав, Бриттани и Мэдисон Рейн.
На выпуске Impact Wrestling от 19 июня Волки(Эдди Эдвардс и Дэйви Ричардс) защищали титулы от Абисса & Уиллоу и Самоа Джо & Остина Эриеса. Волки смогли отстоять титулы удержав титулы. Но вскоре МВП назначил и ещё одну защиту титулов от Магнуса и Брэма. В этом матче Волки вновь победили, но по дисквалификации. 10 июля на выпуске Impact Wrestling Волки отстояли свои титулы от Магнуса и Брэма. 24 июля во время промо Джеффа и Мэтта Харди, они вызвали на поединок Волков. И уже 31 июля на Impact Wrestling: Destination X состоялся этот поединок, Волки смогли победить удержав Мэтта.
3 июля на выпуске Impact Wrestling Итан Картер III победил Булли Рея в поединке со столами после вмешательства вернувшегося Рино. 10 июля на выпуске Impact Wrestling Булли зачитал промо про Рино, между ними завязалась драка, но за Булли заступился Томми Дример. 17 июля на выпуске Impact Wrestling Итан Картер 3 и Рино победили Булли Рея и Томми Дримера. 24 июля Итан Картер 3,Рино и Рокстар Спад победили Томми Дримера, Булли Рея и Дивона в поединке Street Fight, после вмешательства Кинг Мо, Иезекиеля Джексона и Снитски. В конце этого же выпуска Булли смог проломить стол Дикси Картер.
10 июля на выпуске Impact Wrestling Остин Эриес победил Санаду и стал новым Чемпионом Х Дивизиона. 24 июля генеральный менеджер Курт Энгл предложил Остину Эриесу обменять свой титул на титульный поединок за титул чемпиона мира в тяжёлом весе, на что тот согласился.